# Leptospermum laevigatum
Leptospermum laevigatum es una especie de arbusto de la familia de las mirtáceas.

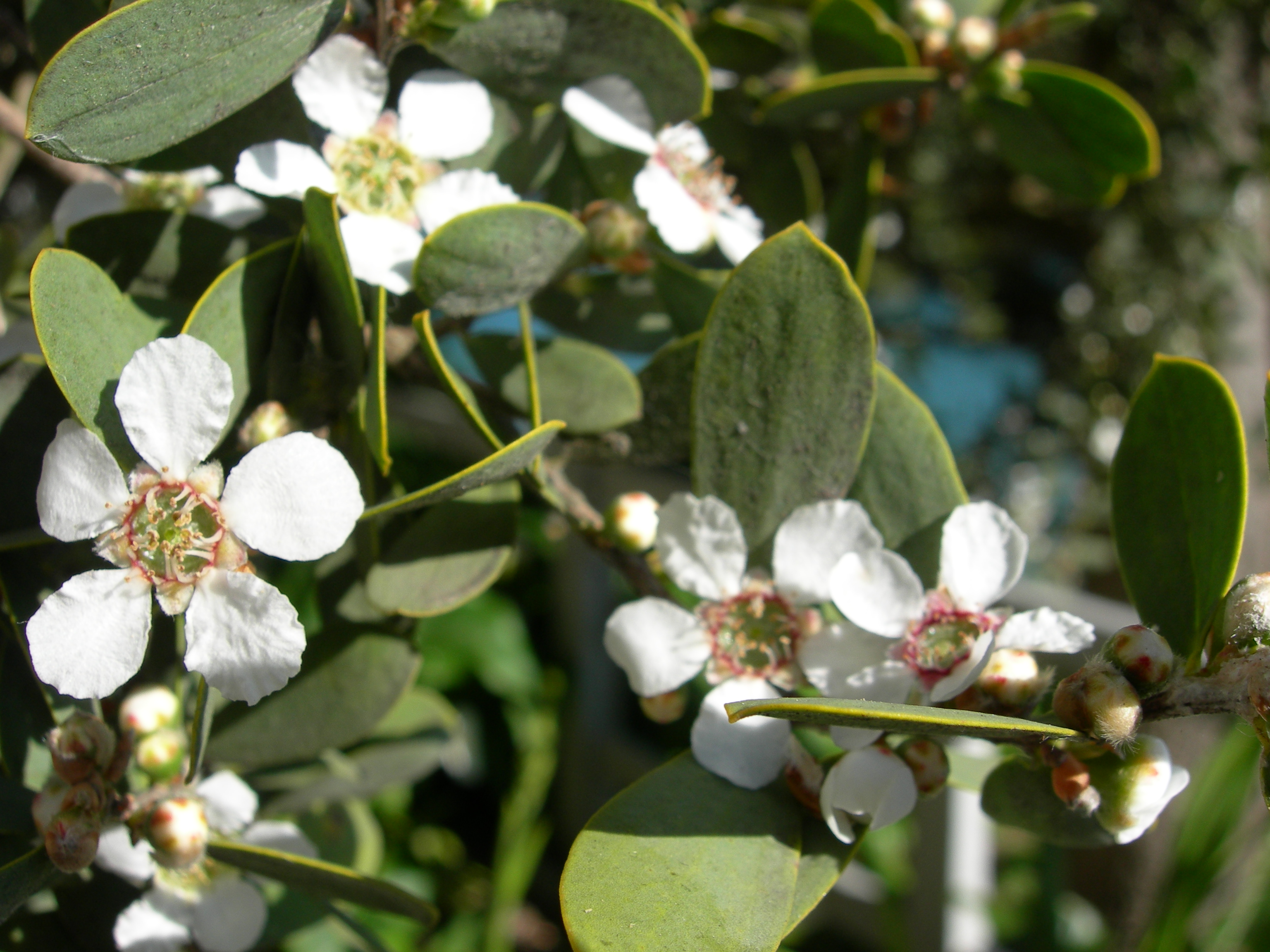
Detalle de las flores

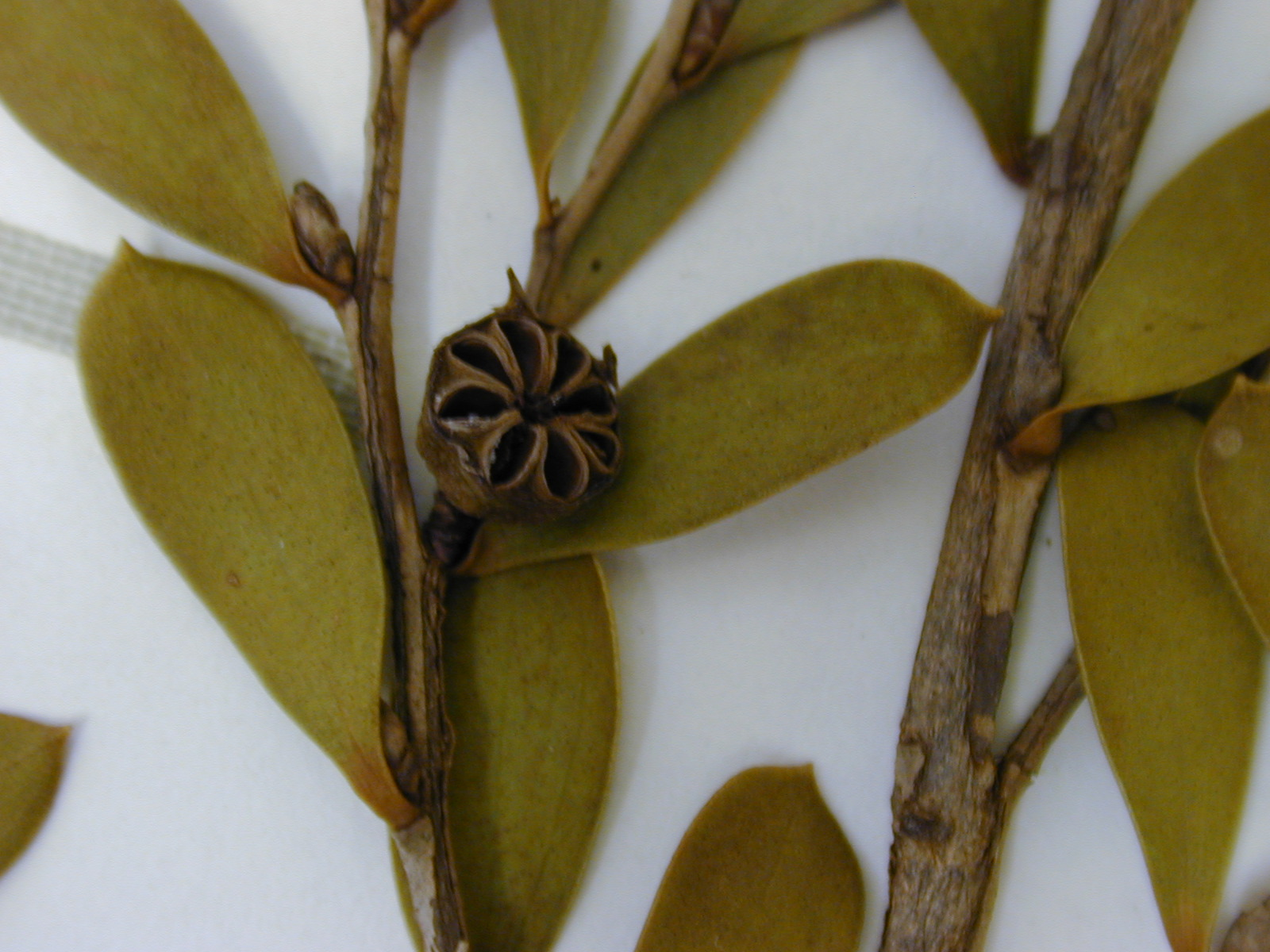
Hojas

## Descripción
Es un arbusto leñoso o árbol pequeño del este de Australia. Resistente a la sal y muy resistente, que se utiliza comúnmente en las  plantaciones costeras y que también se ha utilizado en el oeste de Australia, donde se ha convertido en una mala hierba. Esta especie también se planta a lo largo de la costa central de California en los Estados Unidos para estabilizar la arena. Es conocido allí como el árbol del té australiano.

## Taxonomía
Leptospermum laevigatum fue descrita por (Gaertn.) F.Muell. y publicado en Australian National Botanic Gardens, Annual Report 1858: 22. 1858.
Etimología
Leptospermum: nombre genérico que viene del griego antiguo "leptos" y "sperma", que significa "semilla fina".
laevigatum: epíteto latíno que significa "dentada".
Sinonimia
- Fabricia laevigata Gaertn.
- Fabricia myrtifolia Sieber ex Benth.	[7]